# Henri Sérandour

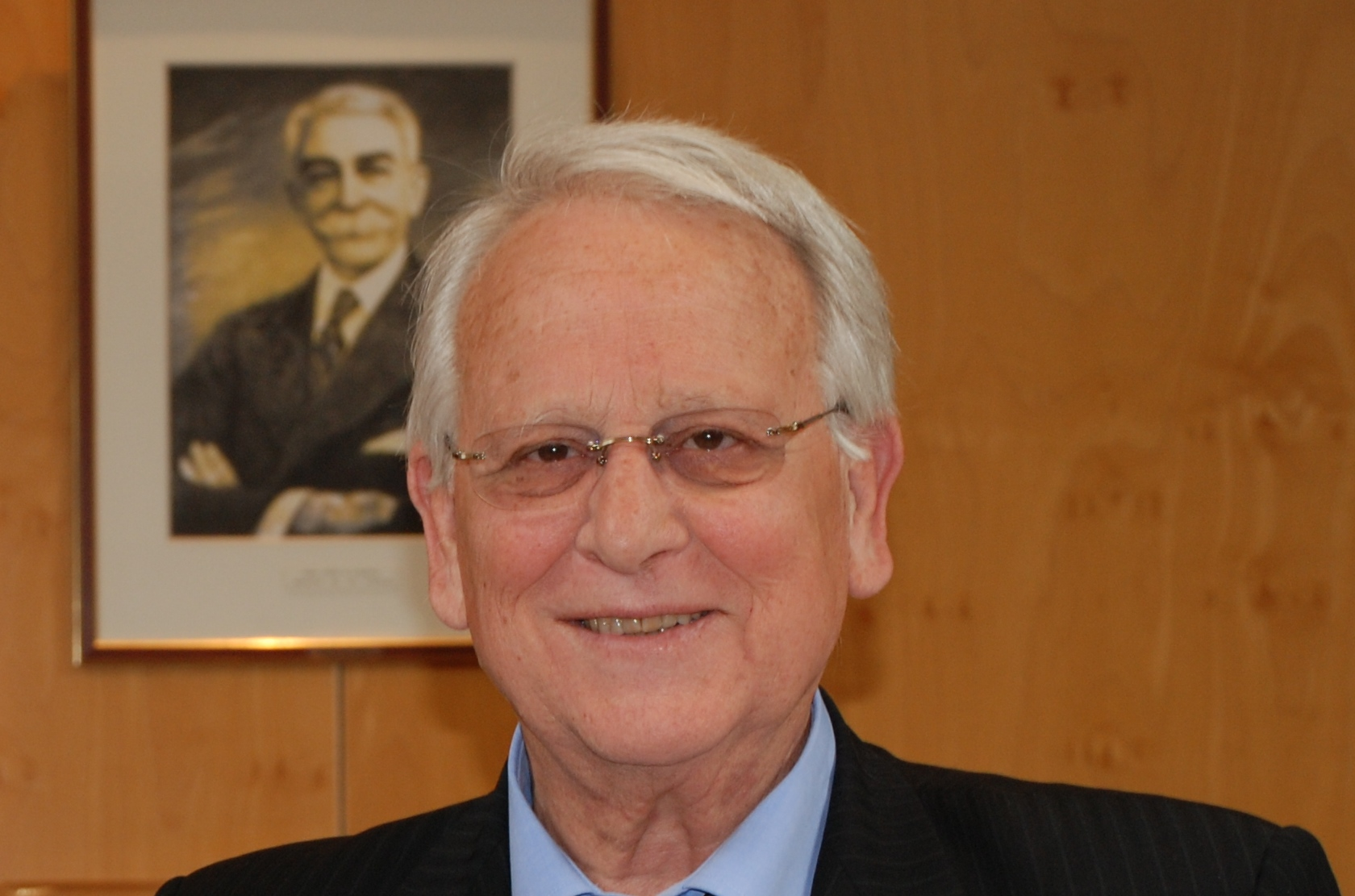
Henri Sérandour (2008)

Henri Louis Marie Sérandour (* 15. April 1937 in Le Mans; † 12. November 2009) war ein französischer Sportfunktionär.

## Leben
Henri Sérandour war in seiner Jugend Schwimmer, Wasserballspieler und Handballspieler. 1961 wurde er Sportlehrer an einer Schule in Rennes und 1967 wurde er Sportdirektor der Stadt Dinard. Ab 1974 war er Vizepräsident des französischen Schwimmverbandes Fédération française de natation, von 1981 bis 1993 war er Präsident des Verbands. Daneben war er von 1984 bis 1992 Vizepräsident des Europäischen Wassersportverbands.
Von 1985 bis 1993 war Sérandour Vizepräsident des Comité National Olympique et Sportif Français (CNOSF), des Nationalen Olympischen Komitees in Frankreich. Von 1993 bis 2009 war er dann Präsident des CNOSF. 2000 wurde er Mitglied des IOC, altersbedingt musste er mit Erreichen des 70. Lebensjahrs 2007 aus dem IOC ausscheiden. Er wurde 2007 mit dem Olympischen Orden in Silber ausgezeichnet.
Henri Sérandour war mit der Schwimmerin Catherine Poirot verheiratet. Sérandour wurde 2006 beschuldigt, dass er bei einer Auftragsvergabe des Französischen Olympischen Komitees die Firma bevorzugt habe, in der seine Frau beschäftigt war.